# امیل رومو
امیل رومو (فرانسوی: Émile Rumeau‎; ۲۳ دسامبر ۱۸۷۸ – ۸ ژوئیهٔ ۱۹۴۳) تیرانداز اهل فرانسه بود.
وی در مسابقات کشوری و بین‌المللی در مجموع برندهٔ ۲ مدال نقره شده‌است.